# Ветрен (град)
Вижте пояснителната страница за други населени места с името Ветрен.
Вѐтрен (изписване до 1945: Вѣтренъ) е град в Южна България, Пазарджишка област, община Септември. По данни на ГРАО към 15 юни 2023 г. в града живеят 2862 души по настоящ адрес и 2983 души по постоянен адрес.

## География
Ветрен се намира между височините на изток от рида Ветрен. Градът е разположен край Паланката – на изхода на прохода Траянови врата, в Пазарджишкото поле, върху двете страни на Селското дере, което започва от седловината Паланката (710 m) – 4,5 km западно от Ветрен. Той е по върху северната страна на Селското дере, откъдето има благоприятно югоизточно изложение. От север над Ветрен се издига голата височина Голуша (568 m) – продължение на рида Бърдо, а от юг долината на Селското дере се загражда от височината Селска кория (655 m) – продължение на Голашкия рид.
Ветрен е красиво и спокойно място с чист и лечебен въздух.

## История
В землището на град Ветрен има около 65 обекта с останки от древни култури. През 1900 г. е открито съкровище от сребърни монети. То съдържа над 200 талера на Мария Терезия. Само преди няколко години при разкопки отново е открита старинна делва, пълна със сребърни монети. Известни са останки от късноантична църква със следи от стенописи.
Ветрен е създаден през 1403 г. По времето на османското владичество селото не е много голямо, но постепенно се разраства и през 1946 г. населението му наброява 6556 жители. Поради кризата в лозарството (поминъкът на ветренци и до днес са лозарството и земеделието), изземването на земите и добитъка за създаването на ТКЗС през 1950-те години и индустриализацията на страната, голяма част от хората във Ветрен се пръскат по разни краища на България. Там се заселват и така други села приемат името Ветрен – в Бургаско и Силистренско.
По разказ на немският пътешественик от 16 век Ханс Дерншвам, заминал „на свои разноски“, както съобщава сам, заедно с австрийско пратеничество до Цариград, по пътя на връщане 

„...от Пловдив към 4 часа стигнахме, като из пътя не спирахме да се храним, до едно село, наречено Ветрен по български, а иначе Хисарджик. Това е голямо българско село. Имат 2 попа, няма и следа от мюсюлманин. Народът е хубав и силен, в много къщи имаха собствено вино за продан, младо винце.
Жените и особено момите сплитат по цялата си глава много плитки една през друга, като мрежа; носят висулки на ушите, около врата си носят верижки и шнурове, на които висят разни милички, сини стъклени мъниста, месингови парички; някои носят шапки от бели миди….
— К. Ст.
Френският поет Алфонс дьо Ламартин пише отделя специално внимание на селото в пътеписа от своето преминаването  през българските земи (1832/1833 г.), тъй като  лежи болен известно време във Ветрен:  

„Аз успях да изуча тук (в Йеникьой – Ветрен), в самите семейства, нравите на българите; това са нравите на нашите, швейцарски и савойски селяни. Те са обикновени хора, приятни, работливи, пълни с уважение към своите свещеници и с вдъхновение към своята вяра... 
Свещениците са също обикновени работливи селяни като тях. Българите са няколко милиона и се увеличават непрекъснато; те живеят в големите села и малките градове отделени от турците... 
Жените и момичетата са облечени почти като тези от планините на Швейцария. Те са красиви, живи, грациозни.“ 

При избухването на Балканската война през 1912 г. двама ветренци са доброволци в Македоно-одринското опълчение.
Селището се споменава в криминална хроника от 7 март 1923 г.
На 29 април 2003 г. Ветрен е обявен за град с Решение № 254 на МС от 18 април 2003 г. (обн., ДВ. бр. 40 от 29 април 2003).

## Религии
Жителите на град Ветрен са православни християни.

## Обществени институции
- ОУ „Св. Св. Кирил и Методий“ гр. Ветрен
- Народно читалище „Христо Смирненски - 1904“ гр. Ветрен
- ФК „Вихър“ гр. Ветрен
- Пенсионерски клуб;
- ФТС към НЧ "Христо Смирненски - 1904" гр. Ветрен
- ДГ Приказно вълшебство гр. Ветрен

## Култура
През 2005 г. е сформирана самодейна театрална трупа, която представя пиесата „Женско царство“ под режисурата на Иван Джамбазов. Пиесата е представена 2 пъти на сцената на читалище „Христо Смирненски“ във Ветрен, на сцената на читалище „Васил Левски“ във Велинград, 2 пъти на сцената на младежкия дом в Септември и в село Сестримо. Трупата е била на турне и в Италия. Публиката приема с огромен ентусиазъм изпълнението на самодейните артисти.

## Редовни събития
Един от най-тачените празници във Ветрен е Гергьовден и Трифон Зарезан и в дните около празника се провежда събор. Пекат се агнета в старите пещи, децата се люлеят на въжени люлки, всички празнуват.
Друго интересно събитие е традиционният събор, който се провеждаше на всеки 4 години, а сега е ежегоден. Той трае 2 дни и голяма част от хората остават и през нощта да празнуват, като спят на палатки. Съборът се провежда в първите дни на август в местността „Паланката“ – на няколко километра от Ветренския язовир. Често гости и спонсори на събора са италианци, идващи във Ветрен заради Дома за медико-социални грижи за деца „Св. Стилиян“, в който са настанени около 80 деца до 3-годишна възраст.

## Личности
- Страхил войвода – български хайдутин и войвода от XVII век;
- Стефан Карчев (1850 – 1956) – участник в Кресненско-Разложкото въстание, председател на Ветренското читалище и учител.
- Славейко Василев (1879 – 1944) – офицер и политик;
- Николай Пешалов – световен и олимпийски шампион по вдигане на тежести
- Васил Байлов – художник и иконописец;
- Илия Пенев Йовков –участник в Сръбско-турската война 1876 г. Опълченец. През 1923 г. обявен за почетен гражданин на Габрово.[8]
- Златко Митрев, български революционер от ВМОРО, четник на Петър Ангелов[9]
- Борис Балабанов – български юрист, специалист по застрахователно право, до 1992 г. съдия във Върховния съд на Република България;
- Старозагорски митрополит Галактион (Георги Табаков);
- Георги Лютаков (1840 – 1912) – участник в Априлското въстание, делегат на Оборищенското събрание;
- отец Димитър Лютаков (1820 – 1876) – участник в Априлското въстание, делегат на Оборищенското събрание;
- Георги Стефанов Бельовски – участник в Априлското въстание, делегат на Оборищенското събрание.
- Нестор Илиев – Македоно-Одрински опълченец (22 г.) МОО; 29 септември 1912 – 10 август 1913 г. Награден със сребърен медал.
- Иван Стоянов – Македоно-Одрински опълченец (21 г.) III отделение, 2-ра рота на 13-а Кукушка дружина 3 март 1913 – 10 август 1913 г. Награден с орден за храброст
- Ангел Божинов – поборник, участник в Априлското въстание и опълченец в Руско-турската война. Починал 1916 г.